# روبير بنجيه
روبير بنجيه (بالفرنسية: Robert Pinget)‏ (1919 - 1997)، هو روائي وكاتب مسرحي فرنسي من أصول سويسرية. يُعد بينجيه أحد الذين حملوا مشعل «الرواية الجديدة» خلال حقبة الستينيات من القرن العشرين إلى جانب صمويل بيكيت و كلود سيمون و ناتالي ساروتي.
وهو من مواليد جنيف يوم 19 يوليو 1919م، وحصل على إجازة المحاماة لكنه لم يعمل بها، وبدأ يبرز روائيا عام 1959م، بعدها قدم مايزيد على 30 مؤلفاً، من أبرزها مسرحيته «رسالة بلارو»، وحمل آخر أعماله الأدبية عنوان «بقع من الحبر». وتوفي يوم 25 اغسطس 1997 بمدينة تور وسط غرب فرنسا.

## من مؤلفاته
- آخر أعماله الأدبية عنوان «بقع من الحبر».

## روابط خارجية
- روبير بنجيه على موقع IMDb (الإنجليزية)
- روبير بنجيه على موقع مونزينجر (الألمانية)
- روبير بنجيه على موقع ميوزك برينز (الإنجليزية)